# John Duthie
Pour les articles homonymes, voir Duthie.
John Duthie (né le 13 mai 1958, à Leeds, dans le Yorkshire) est un joueur de poker professionnel et producteur de télévision anglais.
Il est connu pour avoir créé l'European Poker Tour, une série de tournois se déroulant dans plusieurs villes européenne et dont le Main Event est retransmis à la télévision et sur internet.

## Poker
La notoriété de John dans le monde du poker a commencé en 2000 quand il a gagné le tournoi télévisé de Poker Million 2000 sur l'île de Man, remportant 1 000 000 £.
En 2002, il est apparu dans la série télévisée Late Night Poker, Serie 6. Il est parvenu à vaincre Surinder Sunar, Julian Gardner et Marcel Lüske, et à se qualifier pour la Grande Finale. 
En 2009, il passe à deux doigts d'un bracelet de champion du monde en terminant 2e du tournoi 10k$ Heads-Up des World Series of Poker 2009 .
En 2010, toujours dans le Late Night Poker, il battait Phil Ivey en Heads-up et remportait 200 000 $ .
Depuis février 2017, il est président de partypoker LIVE, une série de tournois de poker live.
En 2018, le total de ses gains aux tournois en direct dépassait 2 860 000 $.